# Чез, Бобби
Бобби Чез (англ. Bobby Czyz, 10 февраля 1962) — американский боксёр-профессионал, выступавший в полутяжёлых весовых категориях. Бывший чемпион мира в полутяжёлой (версия IBF, 1986—1987) и 1-й тяжёлой (версия WBA, 1991—1992) весовых категориях. Иногда в России фамилию произносят как Кжыш, что неправильно, так как в США во время трансляций боёв, боксёра всегда называют как Чез.

## Спортивная карьера
Выступая в любительском боксе, Чез делал все возможное, чтобы закрепить за собой место в американской сборной для участия в Олимпийских играх 1980 года в Москве, впоследствии бойкотированных США. Он был одним из немногих боксеров олимпийской сборной США, наряду с Сэлом Сениколой и Тони Таккером, которые не погибли в авиакатастрофе рейса 007 LOT в Варшаве, оставшись дома в Соединенных Штатах из-за травмы, ранее полученной в  автомобильной аварии. 
Дебютировал в профессиональном боксе в апреле 1980 года. В сентябре 1986 года победил непобеждённого чемпиона мира в полутяжёлом весе по версии IBF Слободана Качара. В октябре 1987 года Чез был нокаутирован Чарльзом Уилльямсом. В марте 1989 года Чез проиграл непобежденному чемпиону мира в полутяжёлом весе по версии WBA Вирджилу Хиллу. В июне 1989 года Чарльз Уиллямс вновь нокаутировал Чеза. После этого Бобби Чез поднялся в 1-й тяжёлый вес. 
В марте 1991 года Чез раздельным решением победил чемпиона мира в 1-м тяжёлом весе по версии WBA Роберта Дэниелса. В марте 1992 года он защитил пояс, победив Донни Лалонда. После этого Чез оставил пояс, и не выходил на ринг два года. В 1995 году Чез перешёл в тяжёлый вес.
В 1996 году Бобби Чез вышел на бой против знаменитого Эвандера Холифилда. Холифилд доминировал весь бой. Значительная часть его ударов приходилась в цель. В начале третьего раунда Холифилд зажал Чеза у канатов и провел мощную атаку. Чез с трудом удерживался на ногах. Рефери вмешался и решил отсчитать стоячий нокдаун. Между пятым и шестым раундами Чез пожаловался на боль в глазах. Его осмотрел врач. По совету доктора бой прекратили.
В июне 1998 года во втором раунде Бобби Чеза нокаутировал южноафриканец Корри Сандерс. После этого боя Чез завершил карьеру боксёра.

## Карьера вне спорта
В 1990-х годах Бобби Чез работал комментатором на телеканале Showtime. Бобби Чез является членом Общества Менса.
В 2002 году снялся в эпизодичной роли в фильме «Обмануть всех».